# Clube Naval da Ilha Graciosa
O Clube Naval da Ilha Graciosa   (CNIG) é um clube de desporto náutico localizado no Concelho de Santa Cruz, na ilha Graciosa, no arquipélago dos Açores.

## Fundação
Movidos pelo gosto da atividades náuticas e gosto pelo mar, vinte sócios ratificam os seus Estatutos a 25 de maio de 1987 (37 anos), constituindo-se como Associação.

## História
Com a aquisição da sua primeira embarcação e o primeiro equipamento de mergulho com escafandro, dão os primeiros passos formando os primeiros mergulhadores Graciosenses.

Somente no ano de 1999 retomam a atividade regular com a  aposta no património baleeiro, adquirindo a lancha Estefânia Correia e os botes São João e Serra Branca.
  O corrico  foi também dinamizado com provas de pesca desportiva, hoje considerado uma grande aposta do Clube.

No decorrer do ano 2000 foram cedidas pela Câmara Municipal de Santa Cruz as suas instalações, dando um impulso renovado, criando uma nova dinâmica com a renovação dos seus botes baleeiros e a participação na regata dos botes baleeiros na Vila das Lajes do Pico.

Esta associação certifica e inicia a formação de navegadores de recreio com os cursos de marinheiro e patrão local no ano de 2003, renovando ainda o seu equipamento de mergulho e reiniciando os cursos de escafandro.

Com o apoio do Governo Regional, o Clube adquire e instala uma grua no cais da Barra, facilitando a partir do ano de 2004 a sua operacionalidade, dando novas condições a pescadores profissionais e ao recreio náutico em geral.

Colabora no primeiro "Fotusub", realizado na Ilha Graciosa e nas regatas de vela ligeira Horta/Graciosa e Angra/Graciosa nos anos de 2005 a 2007, organizando também a regata de botes baleeiros do grupo central.

Por despacho n.º 757/2009 de 10 de Julho de 2009 da Presidência do Governo Regional dos Açores, são nomeados para integrarem a comissão consultiva do património baleeiro Regional, pelo período de três anos. 
"(...)"Mais recentemente, no ano de 2010, devido a temporais sofre alguns danos na sua Sede social, sendo apoiado pelo Governo Regional na sua recuperação, recebe de oferta o seu primeiro iate e apoia a realização da primeira volta à ilha Graciosa em Kayke organizada pela Goltziana Kayaks prova que repete-se, no ano seguinte, devido ao sucesso alcançado na promoção da ilha a nível nacional.".."

Na qualidade de fundador da Associação Açoriana de Pesca Desportiva de Mar, foi o organizador da cerimónia de encerramento de corrico costeiro regional, conseguindo que uma das suas equipas fosse consagrada Campeã Regional em 2011.

Com o decorrer do ano 2012, organiza o IV Open Internacional de Fotografia Subaquática.

Reunida em plenário no dia 12 de junho de 2012, a Assembleia Legislativa da Região Autónoma dos Açores aprova um voto de congratulação pelas bodas de prata do Clube, a  "(...)congratulação é extensiva a todos os membros dos corpos sociais e sócios desta coletividade bem como aos amantes das atividades náuticas da ilha Graciosa..".

## Património Histórico
O espólio baleeiro da Região Autónoma dos Açores, encontra-se identificado e devidamente  classificado por despacho da Secretaria Regional da Educação, Ciência e Cultura. o Clube é proprietário e responsável por este acervo onde se incluem os botes baleeiros  "Serra Branca", "São João" e da lanchas baleeiras "Estefânia Correia".